# Чемпионат России по футболу среди женщин 2003
Чемпионат России по футболу среди женщин 2003 — 12-й сезон Высшего дивизиона в системе женских футбольных лиг России. Сезон начался 3 мая 2003 года и завершился 29 августа 2003 года. Победителем в пятый раз стала воронежская Энергия.

## Участники
Сводная статистика участников
учтены матчи завершённых сезонов
без учёта мячей забитых в сериях послематчевых пенальти
с учётом технических результатов
легенда
 — команда была Чемпионом
 — команда была вице-чемпионом
 — команда была бронзовый призёром
| команда       | команда    | сезоны | сезоны     | Результаты выступлений | Результаты выступлений | Результаты выступлений | Результаты выступлений | Результаты выступлений | Результаты выступлений | Результаты выступлений | Результат в сезоне 2002    | Примечания                                                                        |
| наименование  | город      | #      | года       | И                      | В                      | Н                      | П                      | ЗМ                     | ПМ                     | РМ                     | Результат в сезоне 2002    | Примечания                                                                        |
| ------------- | ---------- | ------ | ---------- | ---------------------- | ---------------------- | ---------------------- | ---------------------- | ---------------------- | ---------------------- | ---------------------- | -------------------------- | --------------------------------------------------------------------------------- |
| Энергия       | Воронеж    | 11     | 1992—2002  | 229                    | 172                    | 26                     | 31                     | 640                    | 127                    | +513                   | Высший дивизион, 1-е место | Энергия-XXI век (1999—2001)                                                       |
| ЦСК ВВС       | Самара     | 11     | 1992—2002  | 229                    | 170                    | 31                     | 28                     | 629                    | 148                    | +481                   | Высший дивизион, 4-е место |                                                                                   |
| Чертаново     | Москва     | 11     | 1992—2002  | 226                    | 92                     | 39                     | 95                     | 302                    | 334                    | -32                    | Высший дивизион, 8-е место | СКИФ (Малаховка) (1992) СКИФ-Фемина (Малаховка) (1993) Чертаново-СКИФ (1994—1996) |
| Лада          | Тольятти   | 9      | 1994—2002  | 178                    | 96                     | 22                     | 60                     | 348                    | 249                    | +99                    | Высший дивизион, 2-е место |                                                                                   |
| Рязань-ТНК    | Рязань     | 6      | 1997—2002  | 112                    | 77                     | 12                     | 23                     | 326                    | 101                    | +140                   | Высший дивизион, 3-е место | ВДВ (1997—1999)                                                                   |
| Энергетик-КМВ | Кисловодск | 2      | 1997, 2002 | 36                     | 13                     | 2                      | 21                     | 34                     | 74                     | -40                    | Высший дивизион, 6-е место | КМВ (1997)                                                                        |
| Надежда       | Ногинск    | 1      | 2002       | 18                     | 8                      | 1                      | 9                      | 19                     | 30                     | -11                    | Высший дивизион, 5-е место |                                                                                   |
| Анненки       | Калуга     | —      | —          | —                      | —                      | —                      | —                      | —                      | —                      | —                      | Первый дивизион, 1-е место | дебютант                                                                          |

Команды Высшего дивизиона 2002:
- «Дон-Текс» прекратил существование в межсезонье.
- «Волжанка» снялась с соревнований после первого круга, после чего прекратила существование в межсезонье.
- «Спартак» (Москва) снялся с соревнований после первого круга

## Турнирная таблица
| Поз | Команда                    | И  | В  | Н | П  | МЗ | МП | РМ  | О  | Квалификация или выбывание        |
| --- | -------------------------- | -- | -- | - | -- | -- | -- | --- | -- | --------------------------------- |
|     | Энергия (Воронеж)          | 14 | 10 | 3 | 1  | 39 | 10 | +29 | 33 | Квалификационный раунд Кубка УЕФА |
|     | Лада (Тольятти)            | 14 | 9  | 4 | 1  | 43 | 11 | +32 | 31 |                                   |
|     | ЦСК ВВС (Самара)           | 14 | 8  | 2 | 4  | 32 | 9  | +23 | 26 |                                   |
| 4   | Рязань-ТНК (Рязань)        | 14 | 8  | 1 | 5  | 24 | 18 | +6  | 25 |                                   |
| 5   | Энергетик-КМВ (Кисловодск) | 14 | 6  | 2 | 6  | 25 | 31 | -6  | 20 | расформирован                     |
| 6   | Надежда (Ногинск)          | 14 | 5  | 2 | 7  | 12 | 15 | -3  | 17 |                                   |
| 7   | Чертаново (Москва)         | 14 | 1  | 1 | 12 | 13 | 38 | -25 | 4  |                                   |
| 8   | Анненки (Калуга)           | 14 | 1  | 1 | 12 | 7  | 63 | -56 | 4  | Выбывание в Первый дивизион       |

1. ↑  «Энергетик-КМВ» прекратил существование в межсезонье

## Результаты матчей
8 команд сыграли каждая с каждой в два круга (дома и в гостях).
| Команда                    | Энергия | Лада | ЦСК ВВС | Рязань-ТНК | Энергетик-КМВ | Надежда | Чертаново | Анненки |
| -------------------------- | ------- | ---- | ------- | ---------- | ------------- | ------- | --------- | ------- |
| Энергия (Воронеж)          |         | 0-0  | 1-0     | 5-1        | 9-2           | 1-0     | 7-0       | 3-0     |
| Лада (Тольятти)            | 0-0     |      | 2-0     | 3-0        | 4-2           | 1-3     | 6-0       | 10-1    |
| ЦСК ВВС (Самара)           | 3-1     | 0-0  |         | 0-1        | 1-0           | 0-0     | 3-1       | 16-0    |
| Рязань-ТНК (Рязань)        | 1-2     | 2-2  | 1-2     |            | 2-1           | 1-0     | 1-0       | 6-0     |
| Энергетик-КМВ (Кисловодск) | 2-2     | 2-4  | 2-1     | 2-1        |               | 1-2     | 2-0       | 4-2     |
| Надежда (Ногинск)          | 0-1     | 0-4  | 0-1     | 0-1        | 0-1           |         | 1-0       | 2-1     |
| Чертаново (Москва)         | 1-4     | 2-4  | 0-2     | 1-2        | 3-3           | 0-2     |           | 5-0     |
| Анненки (Калуга)           | 0-3     | 0-3  | 0-3     | 0-4        | 0-2           | 2-2     | 1-0       |         |

 Домашняя победа  •  Ничья •  Домашнее поражение

## Статистика чемпионата

### Список бомбардиров
| 7-Данилова 6-Саенко 6-Зинченко 4-Морозова 3-Дыгай 3-Скотникова 3-Струкова 1-Зайцева 1-Ламтюгина 1-Ситникова 1-Терехова 1-Цуркан 1-Шумай | 19-Барбашина 7-Верезубова 4-Воскресенская 3-Ал. Макарова 3-Михайлова 2-Лисачева 1-Вик. Горбачёва 1-Коломиец 1-Рабах 1-Чёрная | 10-Кононова 4-Дьячкова 4-Кремлева 4-Фомина 3-Григорьева 2-Пешина 1-Горячева 1-Егорова 1-Исаева 1-Примак 1-Седакова | 15-Летюшова 3-Юшкевич 2-Сазонова 1-Геворгян 1-Санина 1-Сергаева 1-Репейкина | 14-Савина 5-Кузнецова 2-Савченкова 1-Губина 1-Зангиева 1-Казеева 1-Ткаченко | 4-Баркова 3-Цидикова 2-Астафьева 1-Моторина 1-Петрова 1-Шемякина | 4-Попова 2-Макаренко 1-Батаева 1-Ванечкина 1-Гомозова 1-Тат. Зинченко 1-Курочкина 1-Плешакова 1-Сочнева | 3-Никольская 2-Тихонова 1-Астахова 1-Добросотская |
| автогол | | |                                                                             |                                                                             |                                                                  | |                                                   |
| 1-Жихарева «Рязань-ТНК» | 1-Коробицына «Энергетик-КМВ»                                                                                                 | |                                                                             |                                                                             |                                                                  | |                                                   |

### Рекорды сезона
- Самая крупная победа хозяев (+16): 16:0 в матче ЦСК ВВС—«Анненки», 25 июня
- Самая крупная победа гостей (+4): 0:4 в матче «Надежда»—«Лада», 19 августа и в матче «Анненки»—«Рязань-ТНК», 26 августа
- Наибольшее количество забитых мячей в одном матче (16): 16:0 в матчах ЦСК ВВС—«Анненки», 25 июня
- Наибольшее количество голов, забитых одной командой в матче (16): 16:0 в матчах ЦСК ВВС—«Анненки», 25 июня
- Самый популярный счёт (1:0): 12 раз (21,43% от всех матчей)

### Зрители
| Команда       | Игр       | Всего     | В среднем | Игр      | Всего    | В среднем | Игр      | Всего    | В среднем |
| Команда       | Все матчи | Все матчи | Все матчи | Домашние | Домашние | Домашние  | Гостевые | Гостевые | Гостевые  |
| ------------- | --------- | --------- | --------- | -------- | -------- | --------- | -------- | -------- | --------- |
| Рязань-ТНК    | 14        | 23,650    | 1,689     | 7        | 16,000   | 2,285     | 7        | 7,650    | 1,092     |
| Энергия       | 14        | 17,200    | 1,228     | 7        | 9,500    | 1,357     | 7        | 7,700    | 1,100     |
| Энергетик-КМВ | 14        | 16,850    | 1,203     | 7        | 11,000   | 1,571     | 7        | 5,850    | 835       |
| ЦСК ВВС       | 14        | 14,700    | 1,050     | 7        | 8,100    | 1,157     | 7        | 6,600    | 942       |
| Надежда       | 14        | 11,450    | 817       | 7        | 5,100    | 728       | 7        | 6,350    | 907       |
| Лада          | 14        | 11,200    | 800       | 7        | 4,000    | 571       | 7        | 7,200    | 1,028     |
| Чертаново     | 14        | 9,900     | 707       | 7        | 1,600    | 228       | 7        | 8,300    | 1,185     |
| Анненки       | 14        | 7,550     | 539       | 7        | 950      | 135       | 7        | 6,600    | 942       |

### 33 лучших футболистки России по итогам сезона 2003 года
| Позиция | Вратарь                       | Правый                    | Левый                   | Либеро                            | Стоппер                 | Правый                   | Левый                             | Центральный             | Под нападающими            | Правый                     | Левый                       |
| Позиция | Вратарь                       | Защитники                 | Защитники               | Защитники                         | Защитники               | Полузащитники            | Полузащитники                     | Полузащитники           | Полузащитники              | Нападающие                 | Нападающие                  |
| ------- | ----------------------------- | ------------------------- | ----------------------- | --------------------------------- | ----------------------- | ------------------------ | --------------------------------- | ----------------------- | -------------------------- | -------------------------- | --------------------------- |
| 1       | Алла Волкова Лада             | Вера Струкова Энергия     | Марина Саенко Энергия   | Татьяна Зайцева Энергия           | Марина Буракова Надежда | Елена Морозова Энергия   | Татьяна Верезубова Лада           | Татьяна Егорова ЦСК ВВС | Татьяна Скотникова Энергия | Наталья Барбашина Лада     | Ольга Летюшова Рязань-ТНК   |
| 2       | Ольга Свинухова Энергия       | Порядина Лада             | Елена Денщик ЦСК ВВС    | Сергаева Рязань-ТНК               | Юлия Юшкевич Рязань-ТНК | Ирина Воскресенская Лада | Анастасия Пустовойтова Рязань-ТНК | Татьяна Чёрная Лада     | Елена Фомина ЦСК ВВС       | Елена Данилова Энергия     | Лариса Савина Энергетик-КМВ |
| 3       | Вероника Шульга Энергетик-КМВ | Елена Жихарева Рязань-ТНК | Наталья Перцева Надежда | Анастасия Костюкова Энергетик-КМВ | Наталья Дыгай Энергия   | Галина Комарова ЦСК ВВС  | Наталья Емельянова Энергия        | Марина Коломиец Лада    | Лина Рабах Лада            | Армине Геворгян Рязань-ТНК | Мария Дьячкова ЦСК ВВС      |